# 戴维·史密斯 (帆船运动员)
戴维·史密斯（英語：David Smith，1925年10月31日—2014年3月8日），美国前男子帆船运动员。他曾代表美国参加1960年夏季奥林匹克运动会帆船比赛，联同乔治·奥戴和詹姆斯·亨特获得一枚金牌。